# Antarctus
Antarctus is een geslacht van kreeftachtigen uit de familie van de Scyllaridae.

## Soort
- Antarctus mawsoni (Bage, 1938)